# 1898 în știință
Următoarele evenimente științifice semnificative au avut loc în anul 1898.

## Evenimente
- 17 martie: în Franța, primul balon-sondă meteorologic francez este lansat de la observatorul meteorologic din Trappes, din regiunea pariziană, sub îndrumarea lui Léon Teisserenc de Bort[1].

## Premii
- Medalia Bruce (astronomie) : Simon Newcomb